# Holzleithen (Gemeinde Ottnang)
Holzleithen ist eine Ortschaft in der Gemeinde Ottnang am Hausruck im Bezirk Vöcklabruck, Oberösterreich.
Die Ortschaft nordwestlich von Ottnang befindet sich am Südabfall des östlichen Ausläufers des Hausrucks. Am 1. Jänner 2024 zählte die Ortschaft 142 Einwohner.

## Geschichte

### Mittelalter
1339 wurde Holzleithen zum ersten Mal urkundlich erwähnt. Über eine Siedlung aus dieser Zeit ist nichts bekannt.

### 19. Jahrhundert

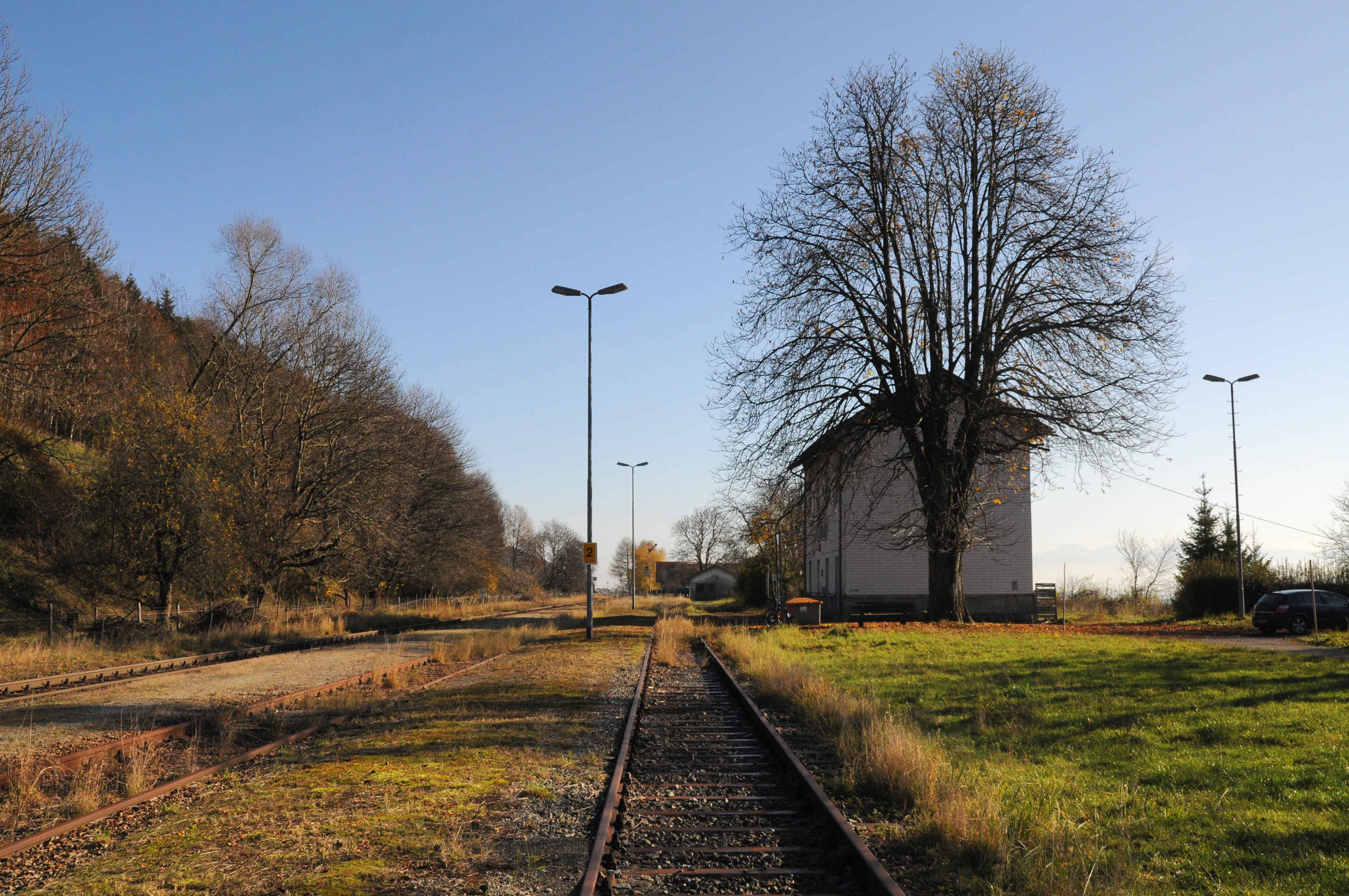
Bahnhof Holzleithen

Durch den Bau der Kronprinz Rudolf-Bahn im Jahr 1877 wurde der Bergbau im Bereich von Holzleithen erschlossen. In der Bergbaukolonie wurde von der WTKuEG eine Reihe von Bergarbeiterhäusern errichtet, wodurch die Einwohnerzahl schnell wuchs. Damals waren in Holzleithen der Arco-Stollen und der Segengottes-Stollen in Betrieb. Neben dem Verwalter und sechs Aufsehern waren in Holzleithen und Hausruckedt 305 Arbeiter beschäftigt.
Bei der Projektierung der Bahnlinie war in Holzleithen keine Haltestelle vorgesehen. Der Bahnhof wurde erst gebaut, als man sich auf den Bau der Flügelbahn nach Thomasroith geeinigt hatte. In Holzleithen baute man daraufhin ein Heizhaus, eine Drehscheibe, ein Stationsgebäude, ein Magazin und eine Verladerampe. Damit in Holzleithen auch die dort abgebaute Kohle verladen werden konnte, wurde 1879 eine Verladeanlage, bestehend aus Brecher, Sortieranlage und zusätzlichen Geleisen errichtet. Ferner entstanden ein Heizhaus, eine Drehscheibe, ein Stationsgebäude und ein Magazin.
1890 wurde eine Bergbau-Betriebsleitung Hausruckedt erwähnt, der auch die Stollen in Holzleithen unterstanden. Neben dem Verwalter und 6 Aufsehern waren in Hausruckedt und Holzleithen 305 Arbeiter beschäftigt.
1892 wurde in Holzleithen eine Musikkapelle gegründet.

### 20. Jahrhundert
Ein Arbeiterheim wurde in Holzleithen 1925 fertiggestellt, es besaß auch einen eigenen Kino bzw. Theatersaal. Nachdem Ampflwang das Zentrum des Hausruckbergbaus wurde, stellte man ihn aus Rationalisierungsgründen in Holzleithen um 1928 ein. Die politische und wirtschaftliche Situation verschärfte sich aber in dieser Zeit und fand im Februar 1934 einen traurigen Höhepunkt, als es hier zu heftigen Kämpfen im Bürgerkrieg kam.

#### Ereignisse im Februar 1934
Nachdem es bereits am 12. Februar 1934 am Morgen in Linz und Wien zu tödlichen Auseinandersetzungen zwischen dem inzwischen verbotenen Republikanischen Schutzbund und dem Bundesheer, Polizei und Heimwehr kam, versammelten sich die Schutzbundgruppen auch im Arbeiterheim Holzleithen. Bei Schießereien vorerst in Thomasroith und dann beim besetzten Eisenbahntunnel zwischen Eberschwang und Holzleithen wurden die drei Schutzbündler Lobmeier, Skrabal und Zeilinger getötet.
Am 13. Februar 1934 rückte das Bundesheer gegen Holzleithen vor. Der Schutzbund räumte das Arbeiterheim und zog sich zur Redl-Alm bei Wassenbrunn zurück. Zum Zeichen der Kapitulation wurden weiße Tücher aus den Fenstern gehängt. Als die Soldaten daraufhin ungeschützt auf das Arbeiterheim zugingen, wurde aus einem Hinterhalt das Feuer eröffnet und es kamen die Soldaten Schmoller, Schmid, Bognermayr und Rauscher zu Tode. Daraufhin stürmte das Bundesheer das Arbeiterheim, in dem sich allerdings nur noch Frauen und Arbeiter-Samariter als Schutzbund-Sanitäter aufhielten. Die Schutzbündler in Holzleithen wurden von Ferdinand Fageth angeführt, der aber mit seinen Leuten nach dem Überfall flüchtete. Sechs Arbeiter-Samariter  wurden auf Befehl des stellvertretenden Bezirkshauptmannes auf die Saalbühne des Arbeiterheims gestellt und sollten standrechtlich erschossen werden. Im Kugelhagel starben die vier Schutzbund-Sanitäter Holzinger, Kropatschek, Schmied und Zarabnicky, zwei weitere wurden schwer verletzt.
Am 14. Februar 1934 war der bewaffnete Widerstand im Hausruck-Kohlerevier beendet. Insgesamt verloren 16 Menschen bei den Kämpfen im Hausruckgebiet ihr Leben.
Rezeption
Für die getöteten Schutzbündler gab es eine Gedenktafel an der Außenwand des Arbeiterheims. Sie wurde später in ein neues Denkmal am Grubengeistweg (siehe unten) integriert, welches am 11. Februar 2011 enthüllt wurde. Verzeichnet sind dort die Namen Karl Fellinger, Karl Groiss, Franz Holzinger (getötet auf der Saalbühne),
Andreas Kropatschek (getötet auf der Saalbühne), Johann Lobmeier (getötet beim Eisenbahntunnel), Josef Reisenberger, Josef Schmied (getötet auf der Saalbühne), Josef Skrabal (getötet beim Eisenbahntunnel), Anton Zarabnicky (getötet auf der Saalbühne) sowie Josef Zeilinger (getötet beim Eisenbahntunnel).
Für die Bundesheerangehörigen Josef Schmoller, Karl Schmid, Bruno Bognermayr und Leopold Rauscher, die beim Vormarsch auf das Arbeiterheim aus einem Hinterhalt getötet wurden, besteht ein Denkmal in Form eines Gedenkkreuzes in Hausruckedt.
Franzobel schrieb zu denn Ereignissen im Februar 1934 das Schauspiel Hunt oder Der totale Februar. Es wurde im Jahr 2005 vom Theater Hausruck im Kohlebrecher Kohlgrube unter der Regie von Georg Schmiedleitner, der Intendanz von Chris Müller und der Mitwirkung des Autors mit Karl Markovics als Hauptdarsteller und mit vielen Laiendarstellern uraufgeführt. Dafür wurde das Theater Hausruck mit dem Spezialpreis 2005 des Nestroy-Theaterpreises „als exemplarische regionale Initiative“ ausgezeichnet; Franzobel erhielt den Autorenpreis des Nestroy-Theaterpreises.
Der oberösterreichische Autor Franz Kain hat die Ereignisse um die Februarkämpfe in Holzleithen in den beiden Erzählungen Über den Hausruck kam der Tag nicht mehr und Begegnung in Holzleithen verarbeitet, wobei die Namen der zentralen Akteure leicht verfremdet sind (Skrabal zu Skraupal, Kropatschek zu Koratschek, Fageth zu Fahrner etc.). In Begegnung in Holzleithen kommt einer der beteiligten Soldaten in das Bergarbeiterdorf zurück, um die Witwe eines erschossenen Bergmanns um Verzeihung zu bitten.

#### Musikkapelle und Bergmannsdenkmal
1971 wurde in Holzleithen ein Musikheim errichtet. 1974 wurde die Bahnmeisterei aufgelöst, seit 1994 ist der Bahnhof Holzleithen unbesetzt. 1987 entstand in Holzleithen ein Bergmannsdenkmal in Form eines Stollenmundloches mit einer Diesellok Typ Jenbach und zwei Grubenhunten.

### 21. Jahrhundert

#### ThemenwegGrubengeistweg
Auf der Trasse der ehemaligen Eisenbahnstrecke Thomasroith-Holzleithen wurde im Jahr 2006, im Rahmen der Landesausstellung „Kohle und Dampf“, ein Themenweg gestaltet. Dieser startet in Holzleithen und erklärt auf dem Weg zum Südfeldstollen in Thomasroith die Geschichte der Kohle und des Bergbaus im Hausruckwald.